# قوزلو (مقاطعة اشتهارد)
قوزلو (بالفارسية: قوزلو) هي قرية تقع في مقاطعة إشتهارد في إيران. يقدر عدد سكانها بـ 65 نسمة .